# Tepidoleda
Tepidoleda is een monotypisch geslacht van tweekleppigen uit de  familie van de Yoldiidae.

## Soort
- Tepidoleda lata